# Peper

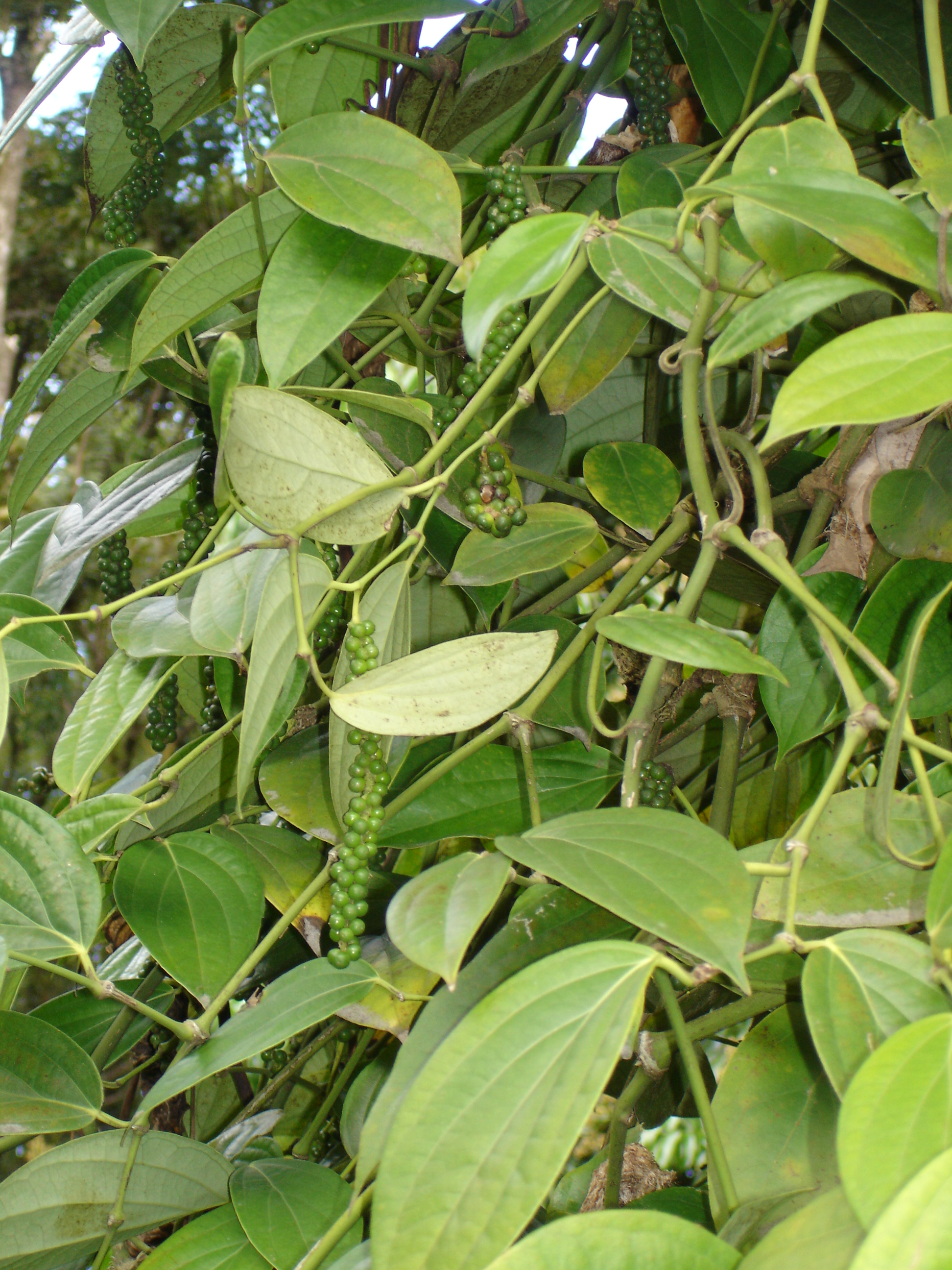
Peperplant

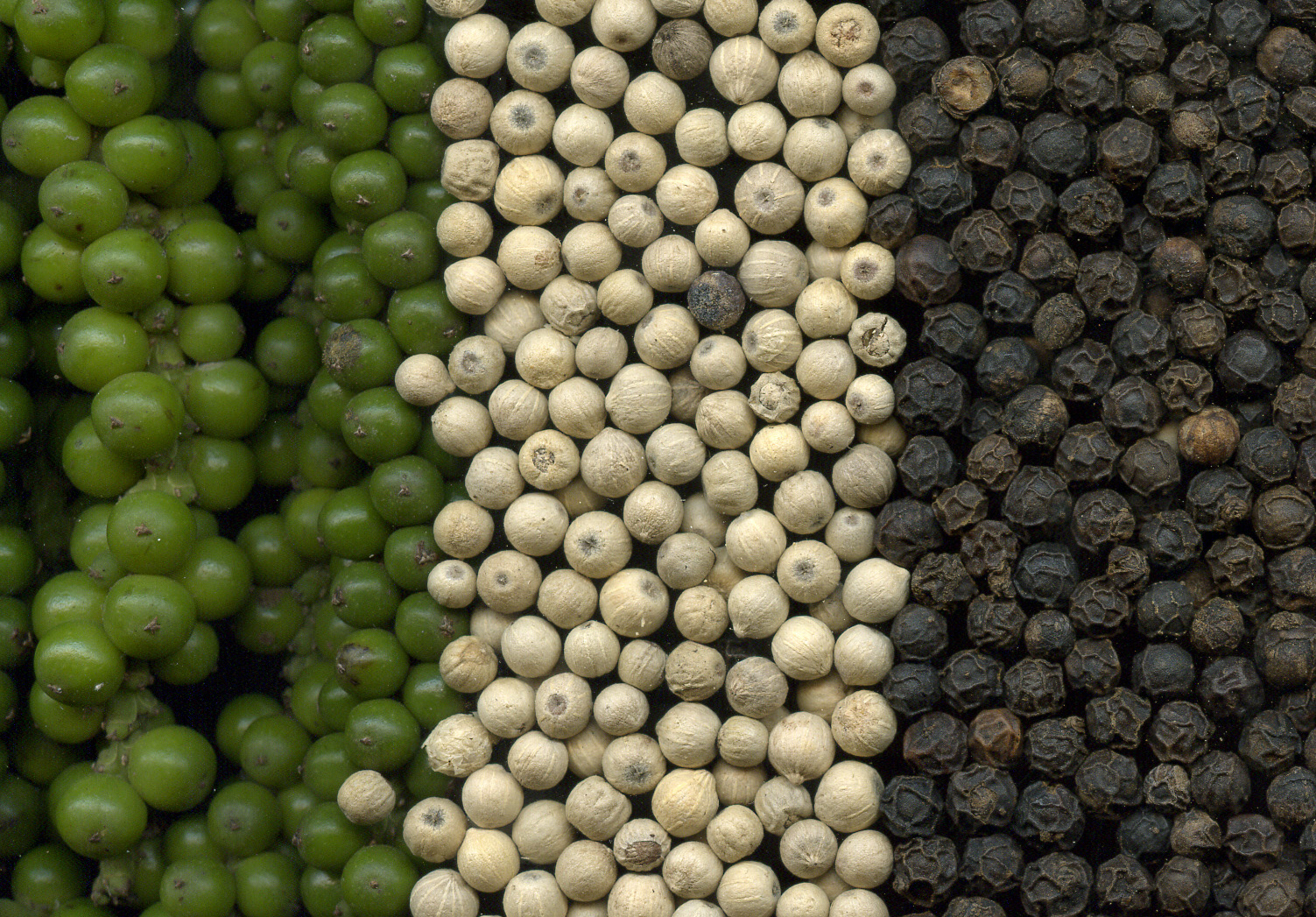
Verschillende stadia van peperkorrels

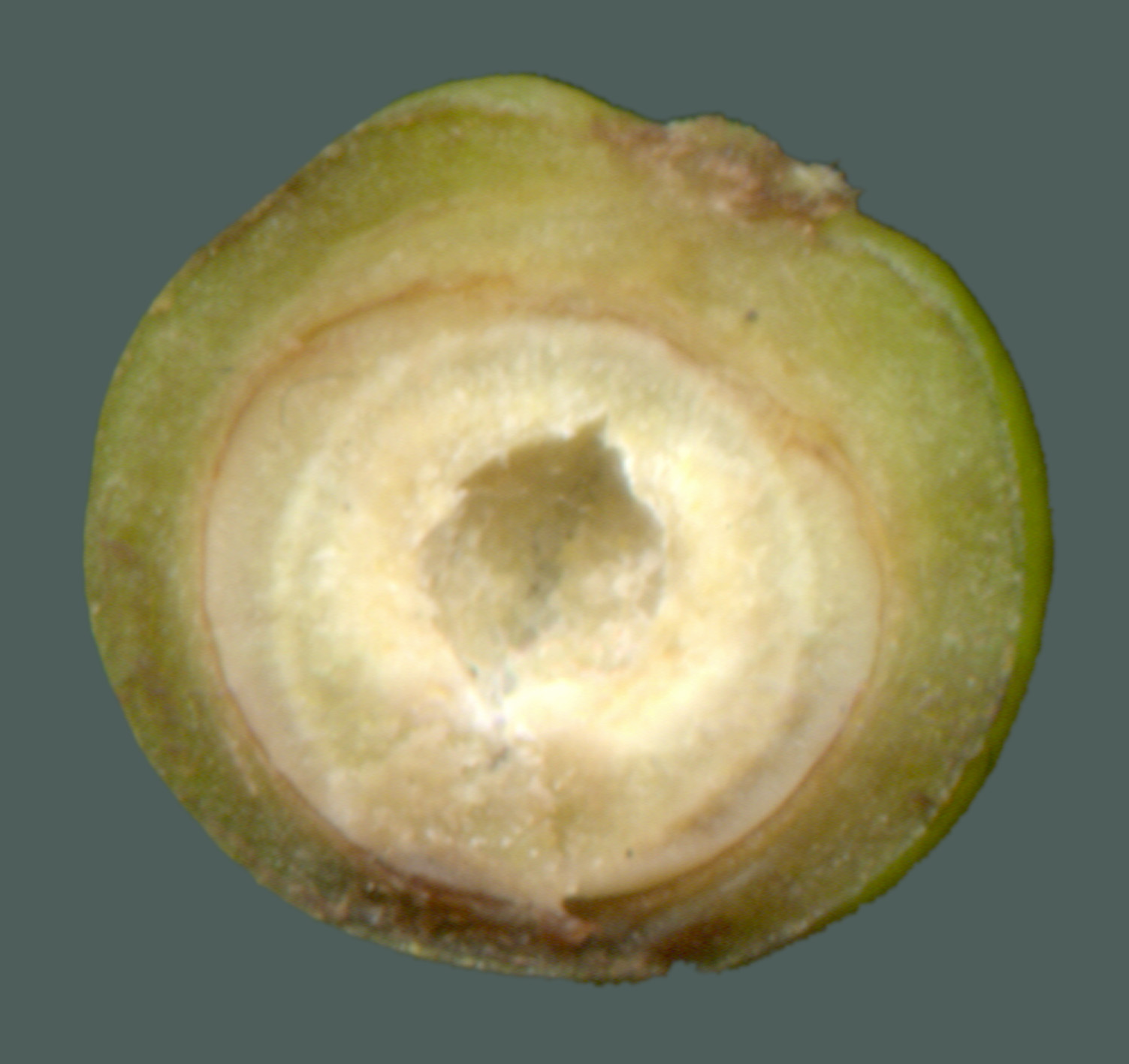
Dwarsdoorsnede peperkorrel

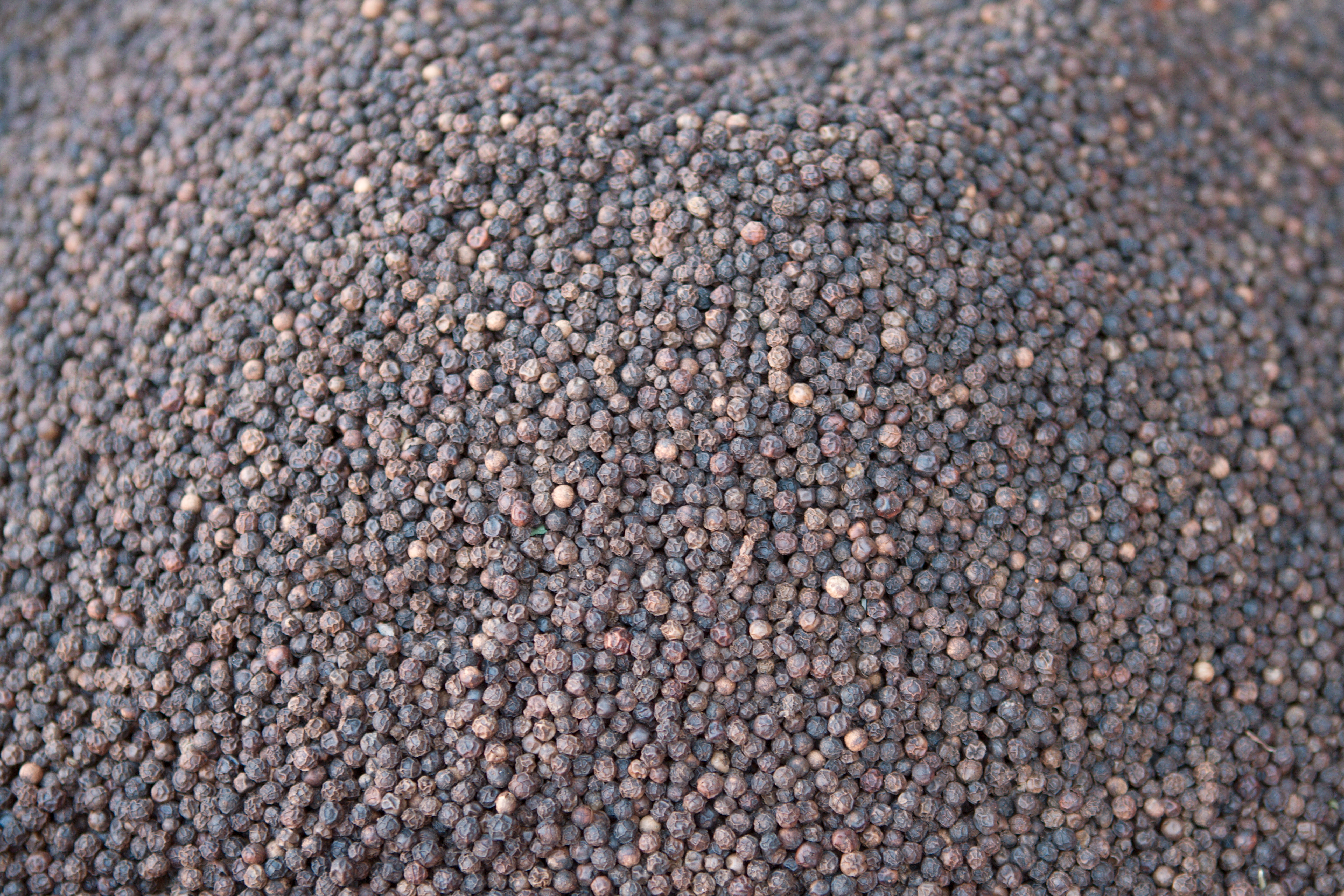
Zwarte peper

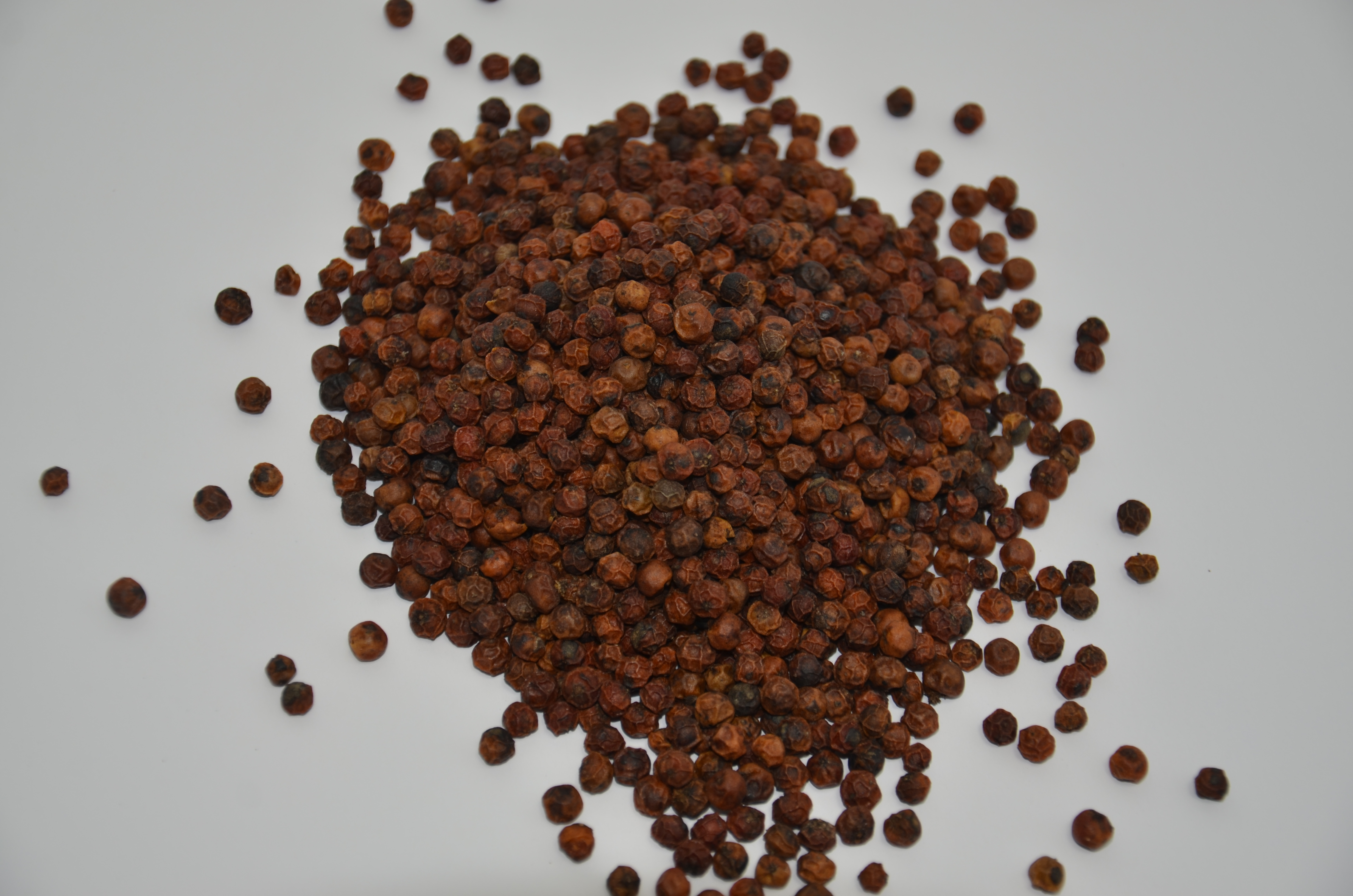
Gedroogde rode peperkorrels

Peper is een in de keuken gebruikte specerij met een scherpe smaak. Peper groeit als bessen aan de tropische peperplant, Piper nigrum. De scherpe smaak van zwarte peperkorrels ontstaat door het bestanddeel piperine. Peper bestaat in verschillende kleurvarianten, zwart, wit, rood en groen.  Roze peperkorrels zijn in essentie geen pure peper, want ze komen van een ander soort plant.
Spaanse peper, die ook rood is, is afkomstig van een geheel andere plantensoort. Ook de scherpe smaak komt van een andere stof, namelijk capsaïcine. Onderaan dit artikel is nog een aantal andere pepers vermeld.

## Geschiedenis
Peper is al bekend uit oude Indische geschriften in het Sanskriet, waar het “pipali” genoemd werd. Via Perzië kwam het gebruik van peper bij de Egyptenaren en de Oude Grieken terecht. De Romeinen noemden de specerij “piper”, waar het Nederlandse woord peper direct van afstamt. In de Grieks-Romeinse keuken werd ook wel gebruikgemaakt van de lange peper (Piper longum), een peper die zoeter smaakt en pas in de nasmaak peperig is. Deze peper is nu moeilijk te verkrijgen, maar in de Chinese kruidenleer wordt hij nog gebruikt. Ook de maniquettepeper, die in de 15e en 16e eeuw via de westkust van Afrika opnieuw in Europa kwam, werd in de Grieks-Romeinse tijd al gegeten. De Romeinen hadden een voorkeur voor witte peper boven zwarte.
Vanuit het teelgebied in Zuid-India werd peper via Berenike aan de Rode Zee ingevoerd in de Romeinse wereld. Zwarte peper was het minst duur en lag binnen het bereik van alle klassen behalve de meest behoeftige.
In de middeleeuwen werd peper naar Europa gebracht door Arabieren. Alexandrië werd de belangrijkste doorvoerhaven voor peper. Daarna lag het monopolie voor de peperhandel tot het eind van de 15e eeuw bij de Italiaanse handelssteden Venetië, Genua, Pisa en Florence. Vanaf het moment dat de Portugese Vasco da Gama de route langs Kaap de Goede Hoop (Zuid-Afrika) had ontdekt, kwam ook “Portugese peper” Europa binnen.
De Vereenigde Oostindische Compagnie is onder andere ontstaan vanuit de wens van de Nederlanders om zelf peper te gaan halen. In de tijd van de VOC werd het woord peper ook voor specerijen in het algemeen (en niet alleen voor 'echte' peper) gebruikt. In koekkruiden uit de 17e en het begin van de 18e eeuw zat naast kruidnagelen en kaneel ook peper. Naast de bekende peper werd ook maniquettepeper (ook wel grein of paradijskorrel genoemd) en lange peper (Piper longum) gebruikt, en zelfs in grotere hoeveelheden.
In de koloniale tijd was de prijs van peper hoog, ook toen er op meerdere plaatsen verbouwd werd. Hier komt het woord peperduur vandaan. De Amerikaan Elihu Yale vergaarde vanaf 1672 een enorm kapitaal met de peperhandel, waarmee onder andere de Yale-universiteit is gefinancierd.

## De peperplant
De peperplant is een slingerplant die maximaal 15 meter hoog kan worden. Hij groeit in de schaduw. De plant heeft veel vocht nodig, en een hoge temperatuur. De plant draagt bessen van ongeveer 5 mm groot. De groene bessen groeien in trosjes van ongeveer 12 cm lang, zoals aalbessen. Doordat ze ieder een andere bewerking ondergaan, zijn er vier verschillende soorten peperkorrels afkomstig van deze plant: zwarte, witte, groene en rode/roodbruine. Spaanse en roze peper zijn afkomstig van een andere plant.

### Zwarte peper
Zwarte peper ontstaat uit de onrijp geoogste groene bessen, die bij het drogen bruin tot zwart worden. De buitenkant van de zwarte peper is gerimpeld.

### Witte peper
Witte peper ontstaat uit de rijpe bessen van de peperplant. Deze bessen worden geweekt in water. Daardoor gaan ze gisten. De bessen barsten open en de korrel komt tevoorschijn. Die korrels moeten vervolgens goed gewassen worden. De witte peperkorrels zijn even groot als de zwarte. De witte peper ontstaat dus door het verwijderen van de schil. Het langere productieproces maakt witte peper samen met de rode peper de duurste van de vier kleuren peper.

### Groene peper
Groene peper ontstaat net als zwarte peper uit de onrijpe vrucht, maar de vrucht wordt geconserveerd, bijvoorbeeld in azijn of zout water.

### Rode peper
Rode peper ontstaat als de peperbes aan de plant rijpt. Eenmaal gedroogd krijgt de bes een roodbruine kleur en wordt wat zoeter en zachter van smaak. Rode kampotpeper wordt op deze manier verkregen. Kampot is een provincie van Cambodja.

## Productie
De peperplant groeit van oorsprong vooral in India. Peper wordt echter geproduceerd in de meeste tropische gebieden, onder meer in Indonesië, Maleisië, Brazilië, Vietnam en Cambodja. Wereldwijd wordt er ongeveer 140.000 ton peper per jaar geproduceerd.

## Toepassing
Peper kan in vrijwel elk gerecht verwerkt worden. Het versterkt de smaak van bijvoorbeeld vlees, en geeft een pittige smaak aan soep en puree. Peper wordt ook (met mate) in sommige gebaksoorten gebruikt, bijvoorbeeld in pepernoten. In sommige gerechten worden hele peperkorrels gebruikt, de gedroogde besjes van de peperplant. Hoewel peper ook in gemalen vorm te koop is, prefereren veel fijnproevers vers gemalen peper. Daarnaast wordt peper ook vers gebruikt. In India wordt peper gebruikt in de pittigste kerriemengsels.
Witte peper is pikant, maar iets aromatischer dan de scherpere zwarte peper. Er bestaat ook groene peper, die milder van smaak is en daarom vaak wordt gebruikt in bijvoorbeeld salades en roomsaus. Grijze peper is een mengsel van zwarte en witte peper.
Peper wordt ook in parfums gebruikt.

## Peper in de taal
- Hij krijgt een gepeperde preek (hij krijgt flinke kritiek te horen)
- Peperduur (heel erg duur). Zie: Peperduur
- Een gepeperde rekening (een hoge rekening)
- Dat ruikt naar peper (dat is erg duur)
- Peper- en zoutkleurig haar (zwart en wit door elkaar, of donker met grijze haren erdoor)
- Peper gaan halen (naar Indië gaan)
- Iemand naar het peperland zenden (iemand ver van huis sturen)
- Dat is andere peper (dat is moeilijk)
- Peper in iemands reet stoppen (iemand tot actie aansporen)
- Peper in je reet hebben (zeer actief zijn)

## Oogirritatie
Als peper in de ogen terechtkomt, treedt er een sterke irritatie op. Goed uitspoelen met ruim water is raadzaam. Behalve met water kan men ook de ogen uitspoelen met melk. Daartoe dient men een eierdopje of een kleine beker met melk te vullen en vervolgens het oog in de vloeistof te dompelen en te knipperen.

## Andere pepers
Behalve de hier genoemde, traditionele peper, worden er diverse andere pepers gebruikt, die van heel andere planten afstammen.
1. Capsicum-pepers, planten uit de nachtschadefamilie (Solanaceae), zoals de Spaanse peper en de cayennepeper. Deze planten hebben aanleiding gegeven tot de opstelling van de Scovilleschaal om de “heetheid” van peper te meten. De heet smakende stof in deze pepers is niet piperine, maar capsaïcine. De moederplant van cayennepeper wordt ook wel 'dolle piment' genoemd. Deze 'peper'soort heeft een heel eigen, zeer pikante smaak en wordt veel gebruikt in tomaatgerechten en in combinatie met saffraan. Pepperspray wordt in een spuitbusje als zelfverdedigingsmiddel gebruikt.
2. Chinese peper uit Szechuan groeit aan Zanthoxylum piperitum, een plant uit de Wijnruitfamilie (Rutaceae).
3. Perupeper is afkomstig van een plant die verwant is aan de cashewnoot, Schinus molle, van de Pruikenboomfamilie (Anacardiaceae).
4. Roze peper is ook geen echte peper. De koraalrode bessen groeien aan een Zuid-Amerikaanse heester, de Schinus terebinthifolius uit de Pruikenboomfamilie (Anacardiaceae), en worden soms geplukt terwijl ze nog groen zijn.